# 釜谷站
釜谷車站（日语：／ Kamaya eki */?）是道南漁火鐵道的鐵路車站，位於上磯郡木古内町釜谷。本站現時為簡易委託站。
站名源自阿伊努語的「kama-ya-pet」（有扁平岩石的河岸的河流）或「o-kama-ya-un-pet」（在河口有扁平岩石的河岸的河流）。

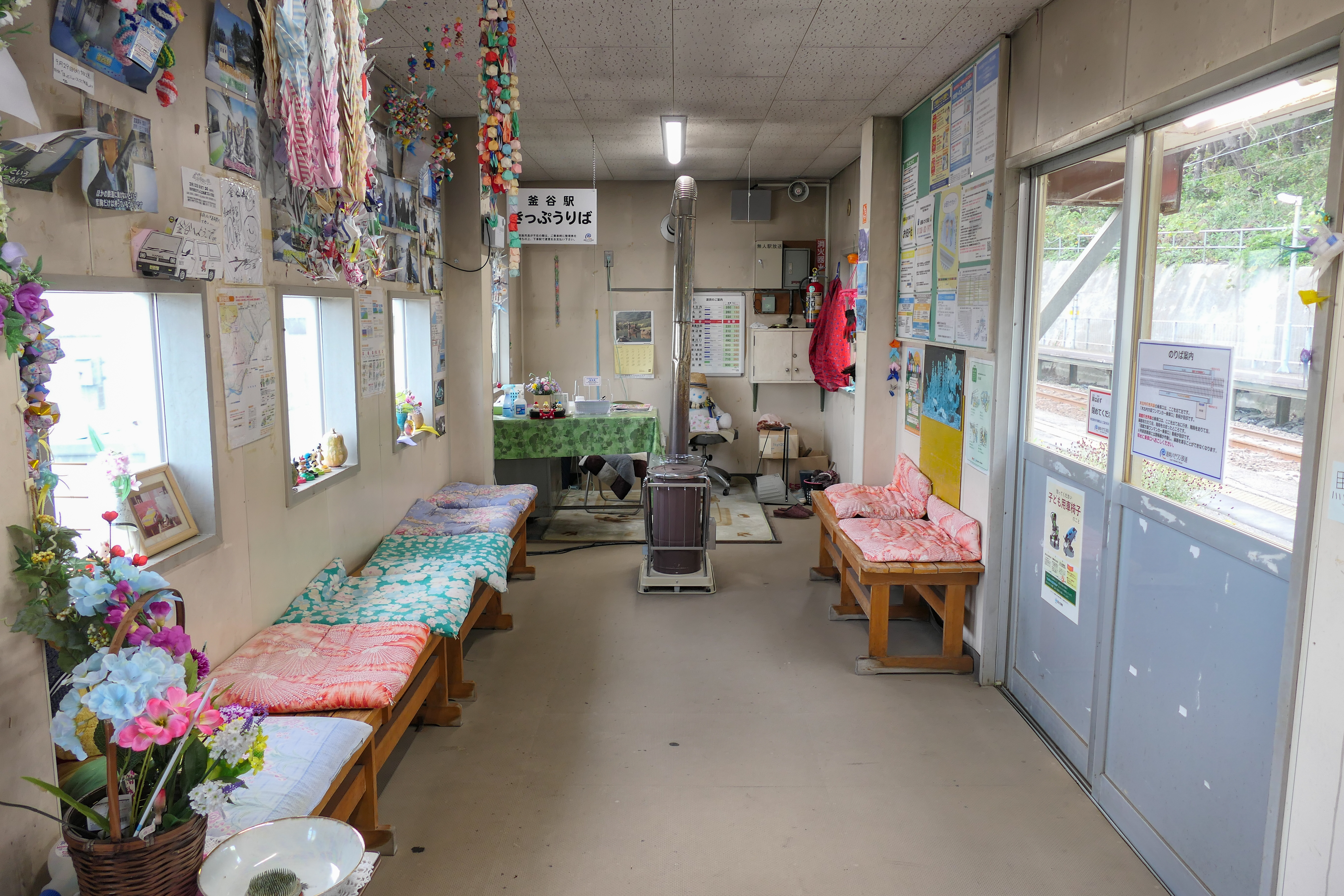
車站內部（2022年9月）

## 車站結構

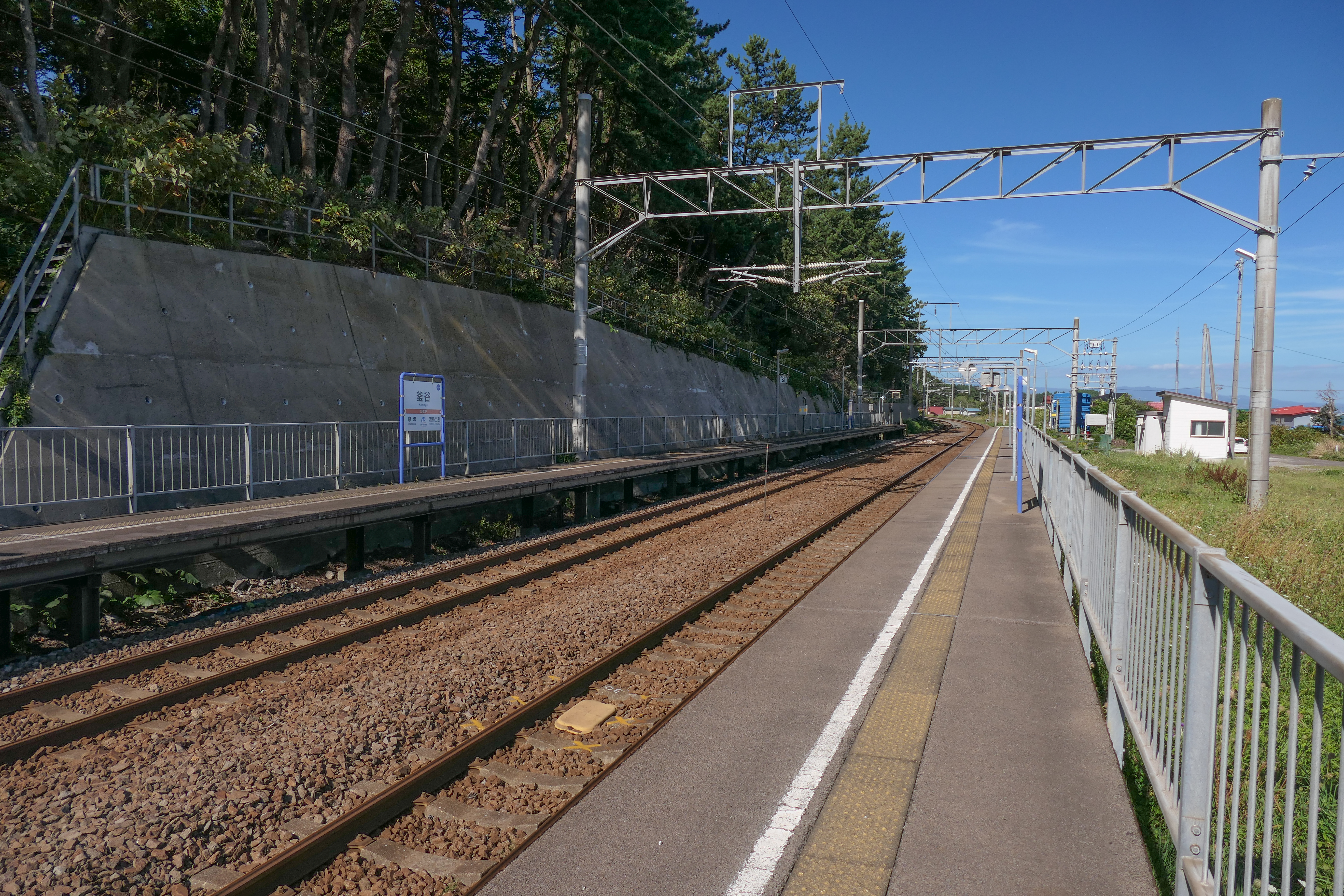
月台（2022年9月）

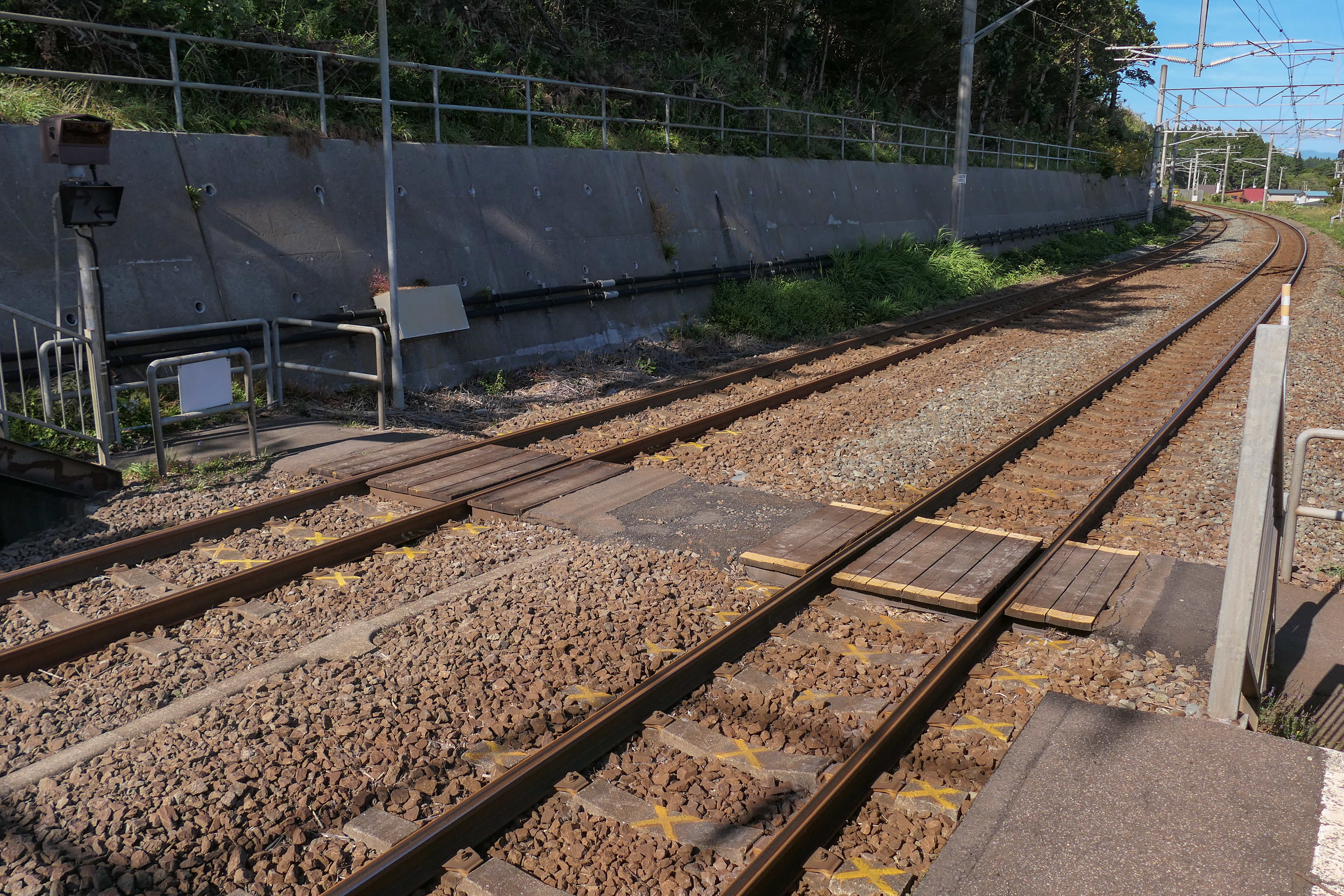
平交道（2022年9月）

本站為對向式月台2面2線的地面車站，過去為側式月台1面1線，隨着海峽線開通時新設交會設備。本站為了Wamu80000型貨車而設置改造過後的站房。

### 月台配置
| 月台 | 路線            | 方向 | 目的地     |
| ---- | --------------- | ---- | ---------- |
| 1    | ■道南漁火鐵道線 | 上行 | 木古內方向 |
| 2    | ■道南漁火鐵道線 | 下行 | 函館方向   |

## 相鄰車站
道南漁火鐵道
■道南漁火鐵道線
渡島当別（sh05）－釜谷（sh04）－泉澤（sh03）

## 外部連結
- 官方網頁。 （页面存档备份，存于）（日語）